# معبد مایسون کاری
معبد مزون کاره (به فرانسوی: Maison Carrée) یک بنای باستانی در شهر نیم، در جنوب فرانسه است، این بنا یکی از بهترین نماهای حفظ شده از معابد باستانی روم است که در قلمرو امپراتوری روم سابق یافت می‌شود.

## تاریخچه

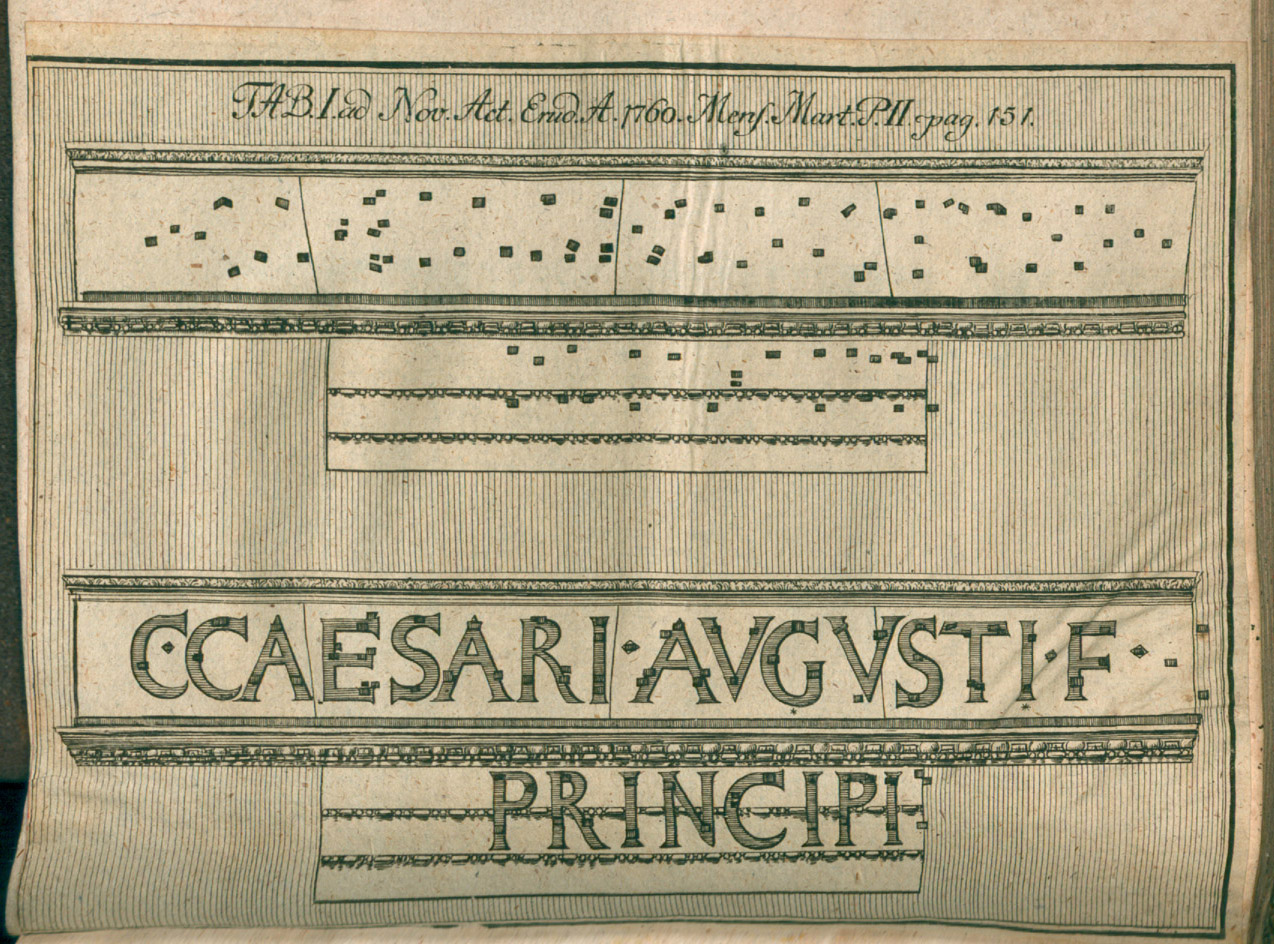
کتیبه قدیمی معبد مایسون کاری چاپ شده در ۱۷۶۰ در مجله آکتا ارویدتوروم

حدود ۴–۷ قرن پس از میلاد، معبد مزون کاره به گایوس سزار و لوکیوس سزار، نوه و وراث آوگوستوس که هر دو در جوانی مردند، اختصاص یافت. کتیبه‌ای که معبد را به گایوس و لوکیوس اختصاص می‌داد در دوران قرون وسطی برداشته شد. با این حال، یک محقق فرانسوی به نام ژان فرانسوا سوگییر توانست کتیبه را در سال ۱۷۵۸ بازسازی کند، که در آن، حروف برنزی به‌صورت برجسته چسبیده شده‌بودند. با توجه به بازسازی سوگیر، فداکاری در متن کتیبه دیده‌می‌شود (ترجمه): «برای گایوس سزار، به لوکیوس سزار، پسر آوگوستوس، کنسول اول؛ به شاهزادگان جوان و به خاطر تلاش‌های ویکتور گرانگن به تدریج شکوه اولیه خود را بازیافت.»

## معماری

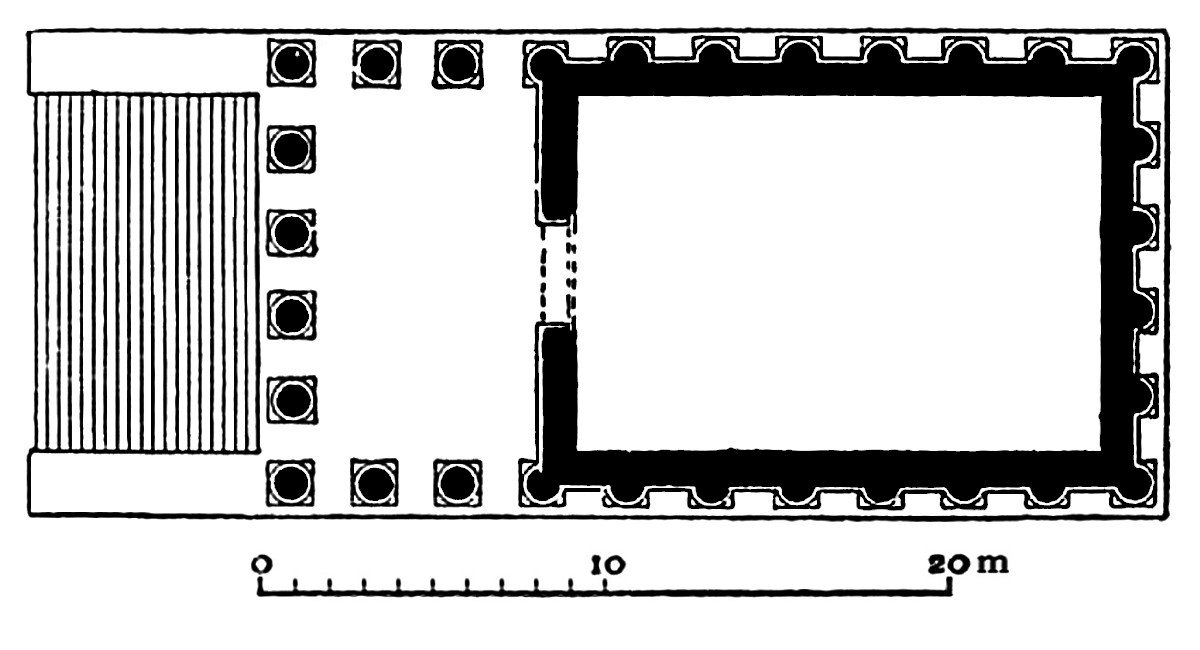
نقشه معبد باستانی

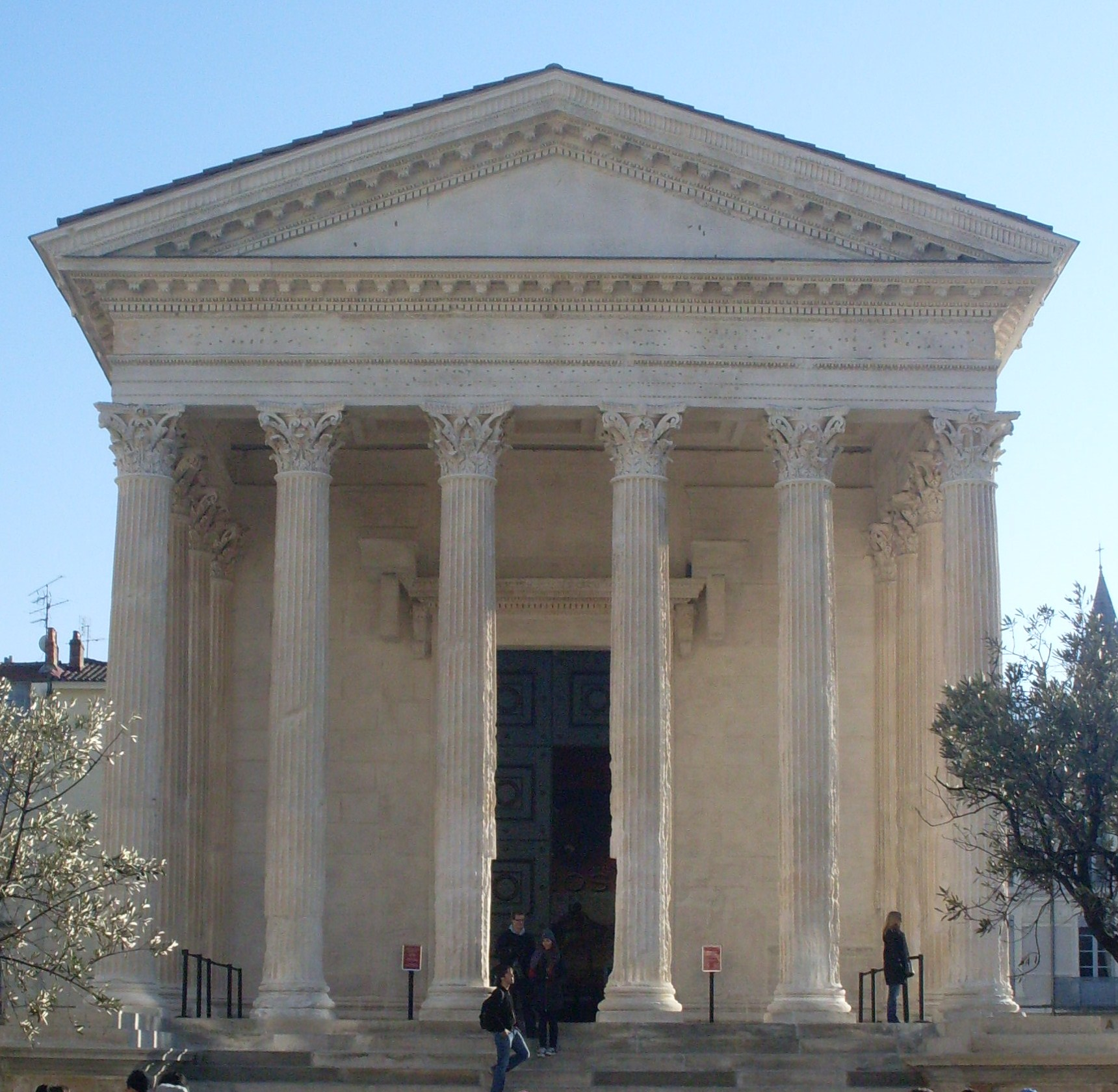
نمای جلوی معبد

معبد مزون کاره نمونه‌ای از معماری ویترووین است. این معبد که بر روی سکویی به بلندی ۲٫۸۵ متر بنا شده‌بود، بر مجمع رومی شهر نیم تسلط داشت و یک مستطیل به‌طول ۲۶٫۴۲ متر و عرض ۱۳٫۵۴ متر را تشکیل داده‌بود. نمای خارجی توسط یک ایوان عمیق یا تقریباً یک سوم از طول ساختمان اشغال شده‌است.

## نوسازی
در طول قرن‌ها این ساختمان مورد بازسازی‌های گسترده‌ای قرار گرفته‌است. تا قرن نوزدهم این ساختمان بخشی از مجتمع بزرگتری که در کنارش بود محسوب می‌شد. آن ساختمان‌ها زمانی که مزون کاره در محل امروزی موزه هنرهای زیبای نیم (Nîmes) قرار داشت تخریب شدند (از ۱۸۲۱ تا ۱۹۰۷). این بازسازی، ساختمان را به حالت جدا ایستاده آنچنان که در دوران روم بود، بازگرداند. دهلیز جلویی در اوائل قرن نوزدهم بازسازی شد. این زمانی بود که یک سقف جدید که به سبک رومی طراحی شده بود برای ان گذاشته شد. در ورودی کنونی این معبد در سال ۱۸۲۴ ساخته شده‌است.